# Rosa (topologia)

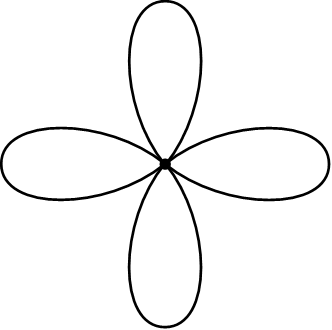
Una rosa con quattro petali.

In matematica, una rosa (nota anche come bouquet o mazzo di n cerchi) è uno spazio topologico ottenuto incollando un insieme di ipersfere (o, in due dimensioni, cerchi) con un unico punto in comune. I cerchi della rosa si chiamano petali. Le rose sono importanti nella topologia algebrica, dove sono strettamente correlate ai gruppi liberi.

## Definizione

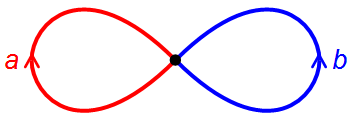
Il gruppo fondamentale della figura otto è il gruppo libero generato da a e b

Una rosa è un bouquet di ipersfere (o cerchi bidimensionali). In altre parole, la rosa è lo spazio quoziente {\displaystyle C/S} dove {\displaystyle C} è un'unione disgiunta di cerchi e {\displaystyle S} un insieme costituito da un punto per ciascun cerchio. Essendo un complesso di celle, una rosa ha un singolo vertice e un bordo per ciascun cerchio. Questo lo rende un semplice esempio di grafo topologico.
Una rosa con n petali si può ottenere anche individuando n punti su un unico cerchio. La rosa con due petali è conosciuta come figura otto.

## Relazione con i gruppi liberi

La copertura universale della figura otto può essere visualizzata dal grafo di Cayley del gruppo libero su due generatori a e b

Il gruppo fondamentale di una rosa è libero, con un generatore per ogni petalo. La copertura universale è un albero infinito, identificabile con il grafo di Cayley del gruppo libero. Questo è un caso speciale del complesso di presentazione associato a qualsiasi presentazione di un gruppo.
Le coperture intermedie della rosa corrispondono ai sottogruppi del gruppo libero. L’osservazione che ogni copertura di una rosa è un grafo fornisce una semplice prova che ogni sottogruppo di un gruppo libero è libero (teorema di Nielsen-Schreier)
Poiché la copertura universale di una rosa è contraibile, la rosa è in realtà uno spazio di Eilenberg-MacLane per il gruppo libero associato {\displaystyle F}. Ciò implica che i gruppi di coomologia {\displaystyle H^{n}(F)} sono banali per {\displaystyle n\geq 2}.

## Altre proprietà

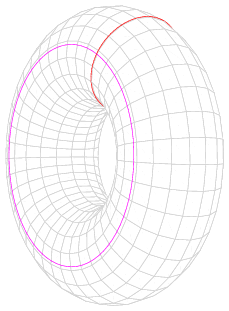
Una figura otto nel toro.

- Qualsiasi grafo connesso è omotopicamente equivalente a una rosa. Nello specifico, la rosa è lo spazio quoziente del grafo ottenuto facendo collassare un albero ricoprente.
- Una palla con n punti rimossi (o una sfera con {\displaystyle n+1} punti rimossi) si ritrae per deformazione su una rosa con n petali. Un petalo della rosa circonda ciascuno dei punti rimossi.
- Un toro con un punto rimosso si ritrae per deformazione in una figura otto, cioè l'unione di due cerchi generatori. Più in generale, una superficie del genere g a cui è stato rimosso un punto si ritrae per deformazione su una rosa con 2 petali g, cioè il confine di un poligono fondamentale.
- Una rosa può avere infiniti petali, dando origine ad un gruppo fondamentale che è libero su infiniti generatori. La rosa con infiniti petali numerabili è simile all'orecchino hawaiano: c'è una biiezione continua da questa rosa all'orecchino hawaiano, ma i due non sono omeomorfi. Una rosa con infiniti petali non è compatta, mentre l’orecchino hawaiano è compatto.